# Joseon myeongtamjeong: Heupyeolgoema-ui bimil
Joseon myeongtamjeong: Heupyeolgoema-ui bimil (조선명탐정: 흡혈괴마의 비밀?), noto anche con il titolo internazionale Detective K: Secret of the Living Dead è un film del 2018 diretto da Kim Sok-yun.
L'opera è il terzo capitolo del franchise Detective Dee, iniziato nel 2011 con Joseon myeongtamjeong: Gaksitugu kkoch-ui bimil e proseguito nel 2015 con Joseon myeongtamjeong: Sarajin nob-ui ttal.

## Trama
Detective K e Han Seo-pil si ritrovano a doversi occupare di Wol-young, graziosa fanciulla che sostiene di avere perso la memoria; in realtà, la ragazza ha un'identità segreta. Nel frattempo, numerose persone finiscono uccise da quelli che apparentemente sembrano "morsi di vampiro".